# Villavelayo
Villavelayo – gmina w Hiszpanii, w prowincji La Rioja, w La Rioja, o powierzchni 89,07 km². W 2011 roku gmina liczyła 51 mieszkańców.